# عزام السلمان
عزام السلمان لاعب كرة قدم سعودي يلعب كلاعب وسط في نادي الجبيل.

## مسيرة اللاعب
بدأ في نادي الرائد في الفئات السنية ولعب بعدها في نادي الحزم ونادي الجبيل.